# Návojná
Návojná je obec v okrese Zlín ve Zlínském kraji. Žije zde 689 obyvatel.

## Poloha
Obec Návojná, ležící devět kilometrů jihovýchodně od Valašských Klobouk, je vstupní branou do oblasti zvané Závrší. V letních měsících je v obci k dispozici koupaliště a nedaleko jsou dvě rekreační střediska, Královec a Vršatecké podhradie – to se již nachází na území Slovenské republiky. Závrší, národopisnou oblast na samé hranici se Slovenskem, tvoří široké malebné údolí kolem Návojského potoka a spadají do ní tři vesnice – Návojná, Nedašov a Nedašova Lhota. Lidové zvyky a tradice jsou zde stále neobyčejně živé. Z okolních horských hřebenů jsou nádherné výhledy do celého údolí, ale i na slovenskou stranu, kde se tyčí monumentální Vršatecké bradlo. Krom pro zdejší kraj typické lidové zvyky jako je velikonoční klepání a tragačování, mikulášský průvod s čerty a mnoho dalších.

## Název
Jméno vesnice (původně ve středním rodě: Návojné) je přídavné jméno od starého návoj - "tkalcovské vratidlo". Místní jméno tedy označovalo místo, ve kterém se takový návoj nacházel nebo vyráběl. Ženský rod (Návojná) se začal v písemných dokladech objevovat v 18. století a převládl v 19. století. Zajímavé je, že jméno Návojné a sousedního Nedašova se zrcadlí ve jménech rovněž sousedních vsí Návojovce a Nedašovce u slovenského Partizánského.

## Historie a pamětihodnosti
Poprvé se obec připomíná v roce 1503 (Nawoyne přepsáno v edici jako Návojné) jako součást zeměpanského statku při nedalekém hradě Brumově. Až do konce druhé světové války byl dominantou Návojné zámek šlechtického rodu Centner-Manner, který však při pozdějších úpravách pozbyl charakter kulturní památky. Mezi další památky v katastru obce patří několik pěkně zachovalých dřevěnic. Tyto stavby dokonale připomínají architektonický ráz původní osady. Také kříž na návsi z roku 1863 je řazen mezi památky. Mezi zajímavosti a přírodní skvosty v okolí se řadí Návojský dub. Ten byl v roce 1999 vyhlášen jako památný strom. Díky své přírodní kráse patří Návojná a okolí do CHKO Bílé Karpaty.

### Panství
Návojná byla odedávna součástí brumovského panství, jednoho z největších na Moravě. To však bylo roku 1662 rozděleno mezi pět sester Forgáčových. V následujícím období docházelo k dalšímu drobení a nepřehledným změnám majitelů. Teprve v roce 1731 se definitivně stabilizovalo rozdělení panství na tři díly označované Brumov I až Brumov III.
Ves Návojná patřila k relativně stabilnější části, která v roce 1662 připadla hraběnce Ester Forgáčové a následně byla roku 1674 soudně předána rytíři Janu Gabrielu Selbovi. Selbové drželi svůj díl až do roku 1733, kdy obsahoval části Brumova a Valašských Klobouk a dále vsi Návojná, Příkazy a Študlov. V roce 1733 jej – již jako panství Brumov III - prodali Karolině Hetzerové z Aurachu. Její rodině patřila Návojná do roku 1782, kdy byl vnuk Jan Nepomuk Beissel nucen předlužené panství prodat. Dalším majitelem se stal rytíř Josef Bernard Zhořský ze Zhoře. Ani tomu se však hospodaření nedařilo a po jeho smrti v roce 1800 dluhy převyšovaly hodnotu panství. V roce 1802 koupil panství v dražbě jeden z věřitelů, valašskokloboucký měšťan Jan Böhm. Ten však jako nešlechtic nemohl trvale vlastnit deskový statek, a proto jej již roku 1804 prodal rytíři Janu Scharfovi. Po něm se v rychlém sledu vystřídalo několik majitelů, statek zůstával zadlužen a od roku 1819 byl v exekuci. Kupec se našel teprve v roce 1835, kdy panství koupili Volfgang a Barbora Mannerovi.
Ve vlastnictví Mannerů a později Centner-Mannerů zůstal statek až do roku 1945. Volfgang Manner zvolil za vrchnostenské sídlo Návojnou, kde už od roku 1820 sídlila správa panství. V důsledku toho se vedle dosavadního názvu Brumov III postupně prosadil název panství Návojná. V letech 1846 až 1851 byl v Návojné postaven zámek, který se stal trvalým sídlem Mannerů. Volfgangův vnuk Jindřich Centner byl v roce 1896 adoptován svým strýcem Hugo Mannerem a od té doby používal příjmení Centner-Manner. Po jeho smrti v roce 1914 zdědila zámek s velkostatkem jeho žena a tři děti, kterým byl v roce 1945 zabrán podle dekretu o konfiskaci německého majetku.

## Obyvatelstvo
| Rok            | 1869 | 1880 | 1890 | 1900 | 1910 | 1921 | 1930 | 1950 | 1961 | 1970 | 1980 | 1991 | 2001 | 2011 | 2021 |
| -------------- | ---- | ---- | ---- | ---- | ---- | ---- | ---- | ---- | ---- | ---- | ---- | ---- | ---- | ---- | ---- |
| Počet obyvatel | 438  | 476  | 467  | 440  | 465  | 482  | 495  | 490  | 617  | 691  | 760  | 722  | 720  | 734  | 678  |
| Počet domů     | 80   | 87   | 86   | 88   | 90   | 91   | 95   | 97   | 106  | 138  | 144  | 160  | 167  | 175  | 177  |

## Obecní správa

### Obecní symboly
Znak a vlajka byly obci uděleny rozhodnutím předsedy Poslanecké sněmovny Parlamentu České republiky dne 22. října 2008.

## Galerie

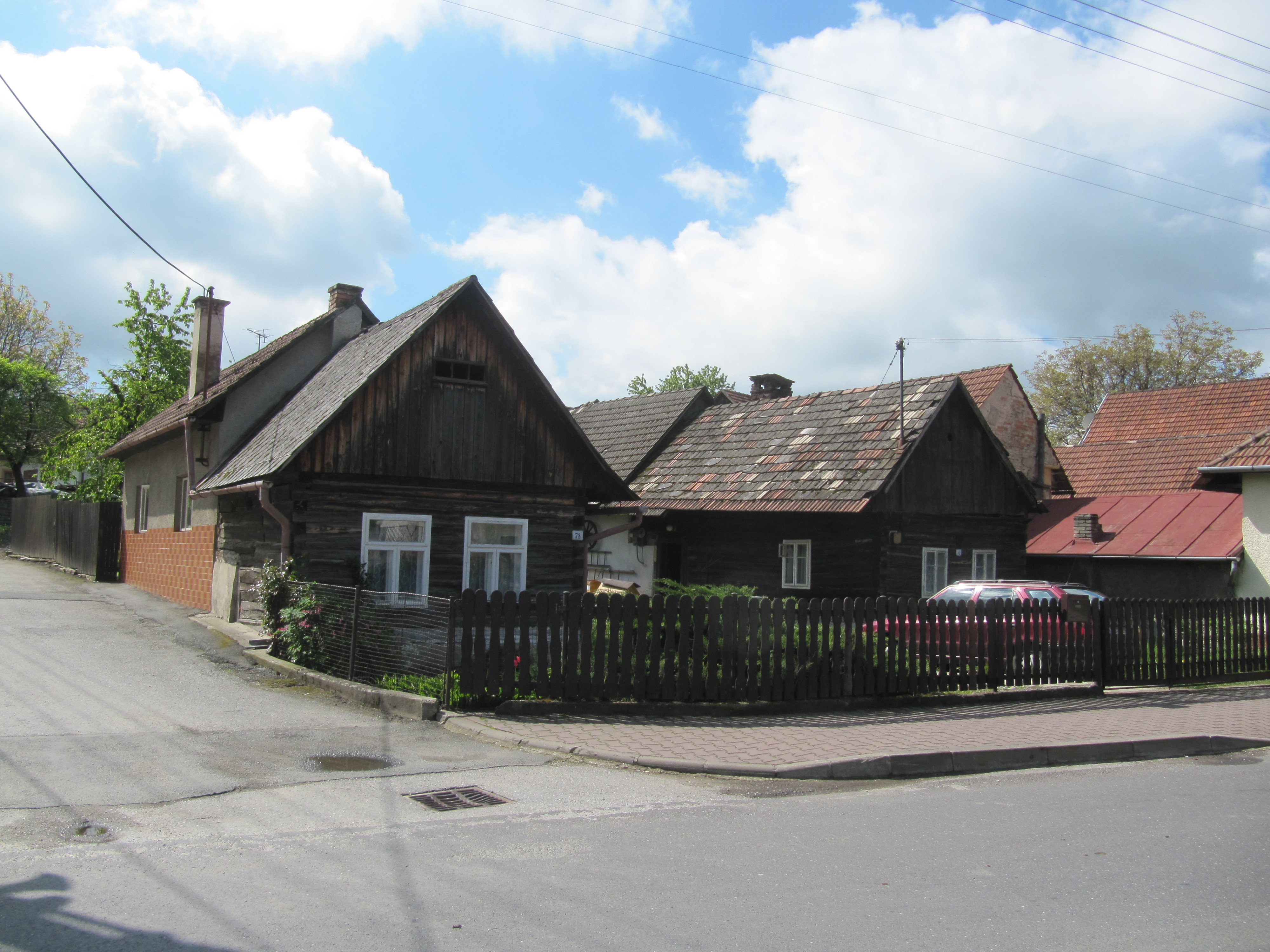
Usedlost č. p. 4
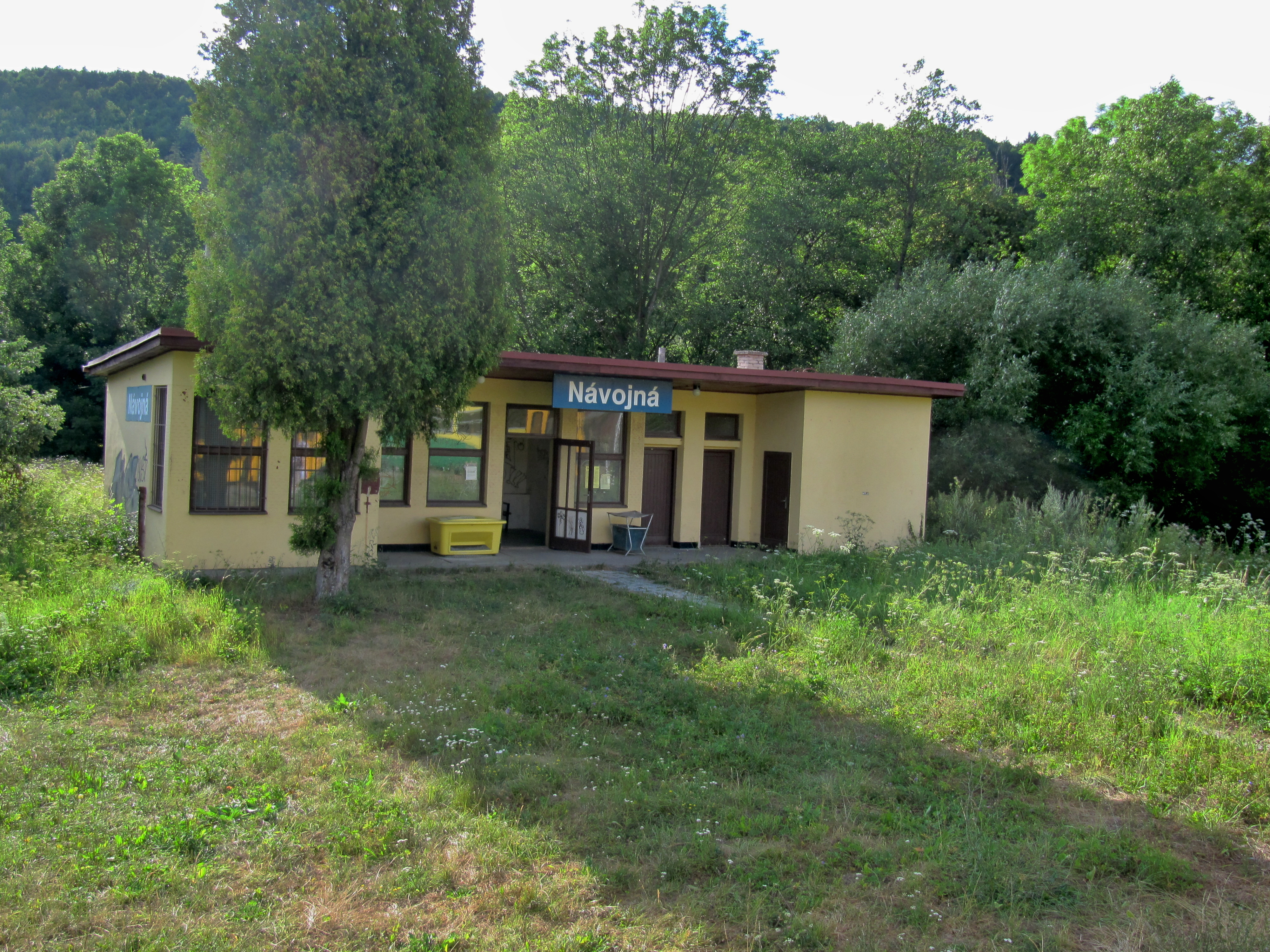
Železniční zastávka
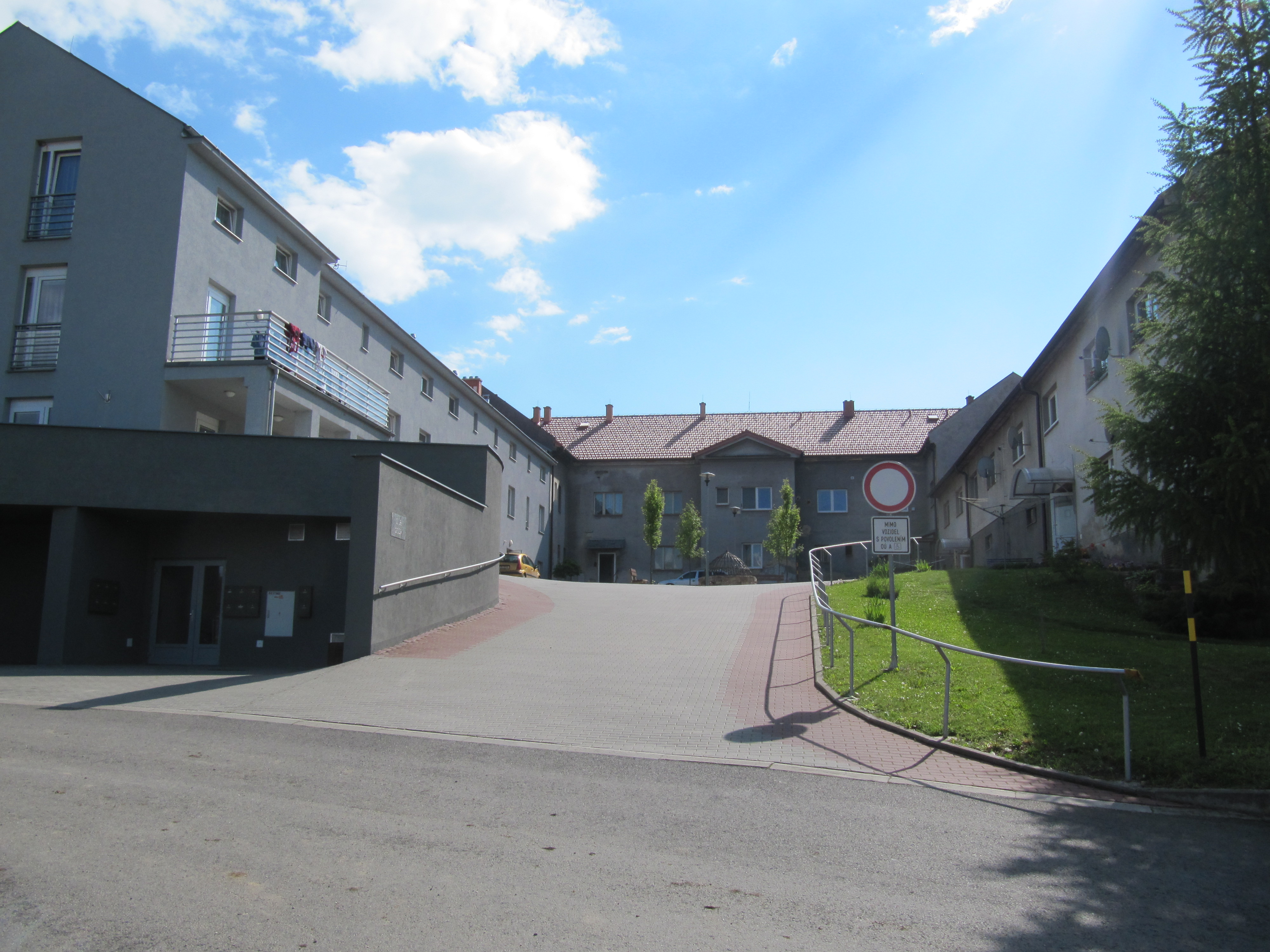
Bývalý zámek
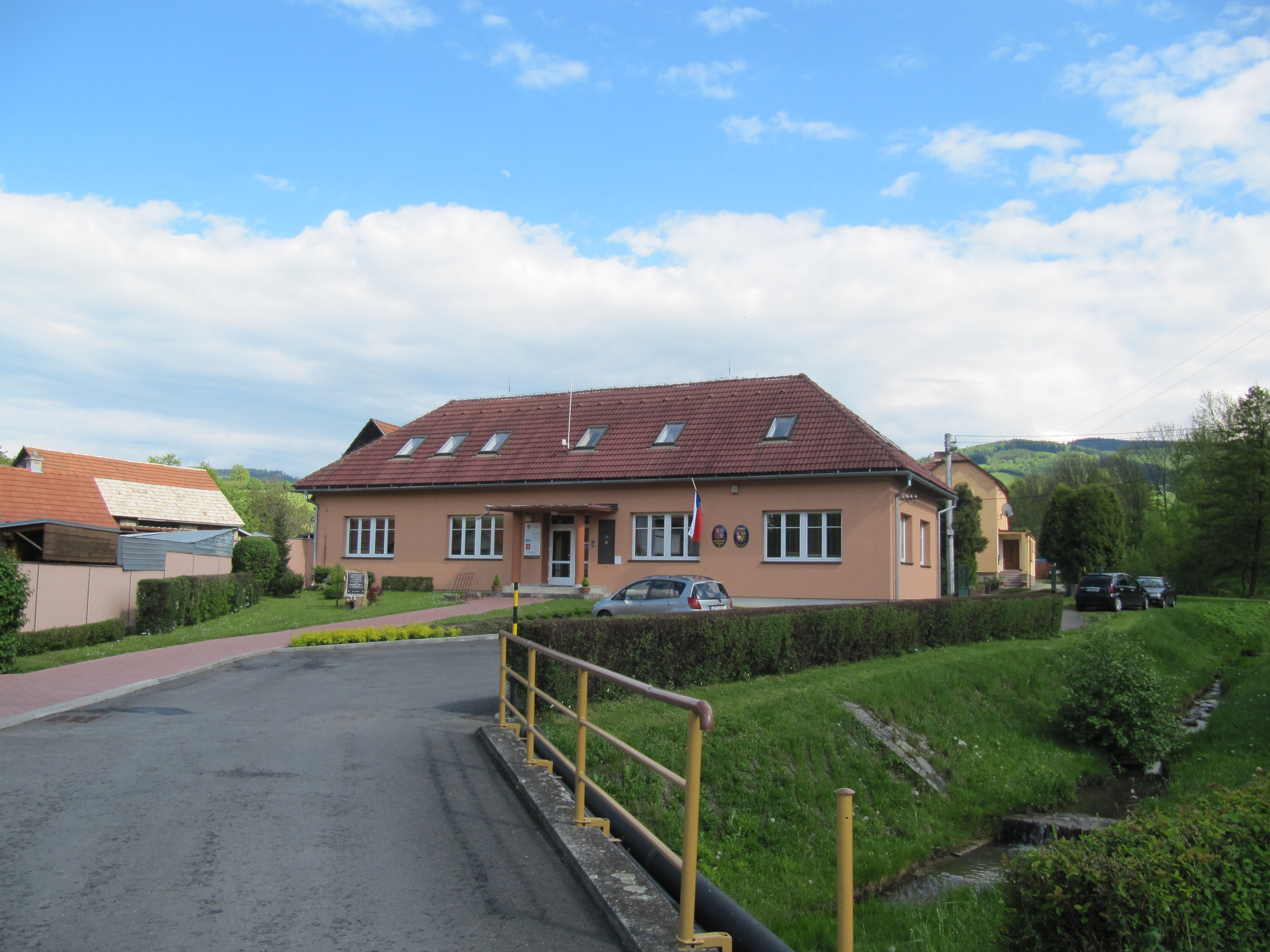
Obecní úřad